# Типун
Типу́н — болезнь птиц, проявляющаяся как затвердение на кончике языка птицы, например, курицы, и других. Типуном также называют воспаление языка человека, возникающее в результате его травмирования.
С XVI века в русской речи типунами (встречается «типу́н», «типу́нь», «тяпу́н» — в разных диалектах русского языка) всё чаще называют болезненные язвы на языке человека (чаще — на кончике языка), имеющие твёрдое основание и, как правило, жидкость внутри (прыщи, волдыри). Типуны считались признаком лживости, и, по примете, появлялись на языке после того, как человек кого-то словесно обидел или соврал.
«Типун тебе на язык!» — недоброе пожелание тому, кто высказал недобрую мысль, предсказал неприятное или неприемлемое.

## Этимология
Согласно Фасмеру ранний вывод из немецкого названия болезни, Рips, «не является удовлетворительным», Миклошич сравнивал с укр. пи́поть, болг. пи́пка — «типун», типу́н «шишка»; возможна связь с глаголом «типать» («клюнуть», «ущипнуть»).

## В русском языке
Выражение «типун тебе на язык» применяется в речи, чтобы наказать обидчика, также и в литературе, как, например, в «Зелёном шуме» Н. А. Некрасова:

Да с ней беда случилася,

Как лето жил я в Питере…

Сама сказала, глупая,

Типун ей на язык!

или в произведении «Станция» П. А. Вяземского:

Досадно слышать: «Sta viator!»

Иль, изъясняяся простей:

«Извольте ждать, нет лошадей», —

Когда губернский регистратор,

Почтовой станции диктатор

(Ему типун бы на язык!),

Также встречается слово «отипунеть» (Толковый словарь живого великорусского языка Владимира Даля, издание 1864 года) — получить «типун» (болячки) во рту.
«Словарь к пьесам А. Н. Островского» сообщает: «типун-дворнянка — пренебрежительно о капризном человеке, которому всё не по нраву».